# Люттяйоки
Люттяйоки (устар. Люття-йоки) (фин. Lyttäjoki) — река в России, протекает по территории Костомукшского городского округа Республики Карелии. Впадает в озеро Каменное, в 17 км к юго-западу деревни Лувозера. Длина реки составляет 13 км.
В среднем и нижнем течении протекает через озёра, соответственно, Люття и Хуккаярви.

## Данные водного реестра
По данным государственного водного реестра России относится к Баренцево-Беломорскому бассейновому округу, водохозяйственный участок реки — Кемь от Юшкозерского гидроузла до Кривопорожского гидроузла. Речной бассейн реки — бассейны рек Кольского полуострова и Карелии, впадает в Белое море.
Код объекта в государственном водном реестре — 02020000912102000003983.